# Acroteriobatus
Acroteriobatus – rodzaj ryb chrzęstnoszkieletowych z rodziny rochowatych (Rhinobatidae).

## Rozmieszczenie geograficzne
Do rodzaju należą gatunki występujące w wodach zachodniego, południowo-zachodniego, północnego i północno-zachodniego Oceanu Indyjskiego oraz wschodniego i południowo-wschodniego Oceanu Atlantyckiego.

## Morfologia
Długość ciała do 140 cm.

## Systematyka
Rodzaj zdefiniował w 1928 roku belgijski zoolog Louis Giltay w artykule poświęconym notatkom ichtiologicznym na temat nowego gatunku Rhinobatus z Konga Belgijskiego opublikowanym w czasopiśmie Annales de la Société royale zoologique de Belgique. Gatunkiem typowym jest (późniejsze oznaczenie) A. annulatus.

### Etymologia
Acroteriobatus: gr. ακρωτηριον akrōtērion ‘akroterion’; βατις batis ‘płaska ryba, zwykle stosowana w odniesieniu do płaszczki lub rai’.

### Podział systematyczny
Do rodzaju należą następujące gatunki:
- Acroteriobatus andysabini Weigmann, Ebert & Séret, 2021
- Acroteriobatus annulatus (Smith, 1841) – rocha aksamitna[6]
- Acroteriobatus blochii (Müller & Henle, 1841)
- Acroteriobatus leucospilus (Norman, 1926)
- Acroteriobatus ocellatus (Norman, 1926)
- Acroteriobatus omanensis Last, Henderson & Naylor, 2016
- Acroteriobatus salalah (Randall & Compagno, 1995)
- Acroteriobatus stehmanni Weigmann, Ebert & Séret, 2021
- Acroteriobatus variegatus (Nair & Lal Mohan, 1973)
- Acroteriobatus zanzibarensis (Norman, 1926)